# Lagginhorn
Il Lagginhorn (4.010 m s.l.m.) è una vetta alpina svizzera delle Alpi Pennine che si trova nella Catena del Weissmies.

## Descrizione

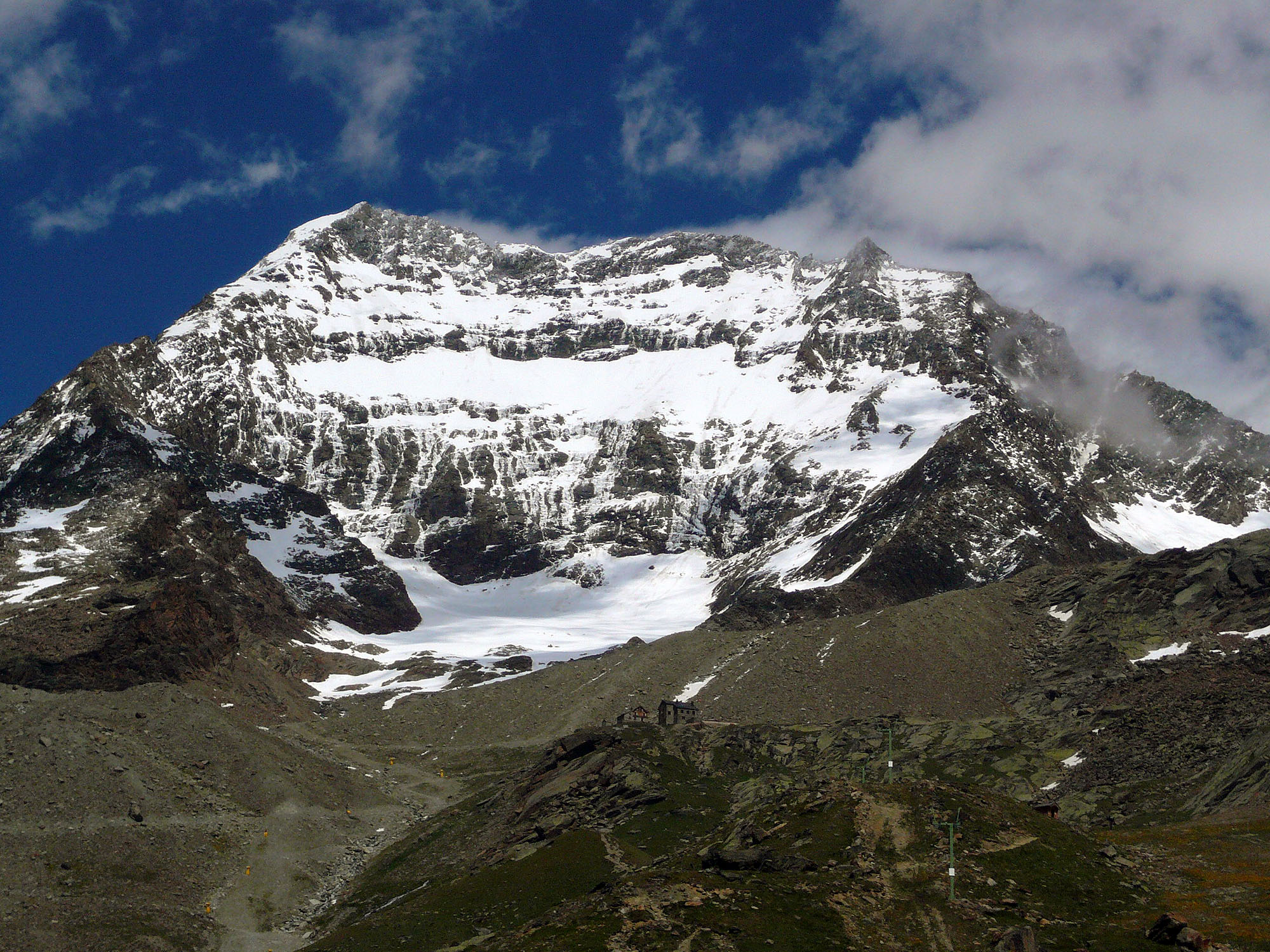
Il versante ovest della montagna.

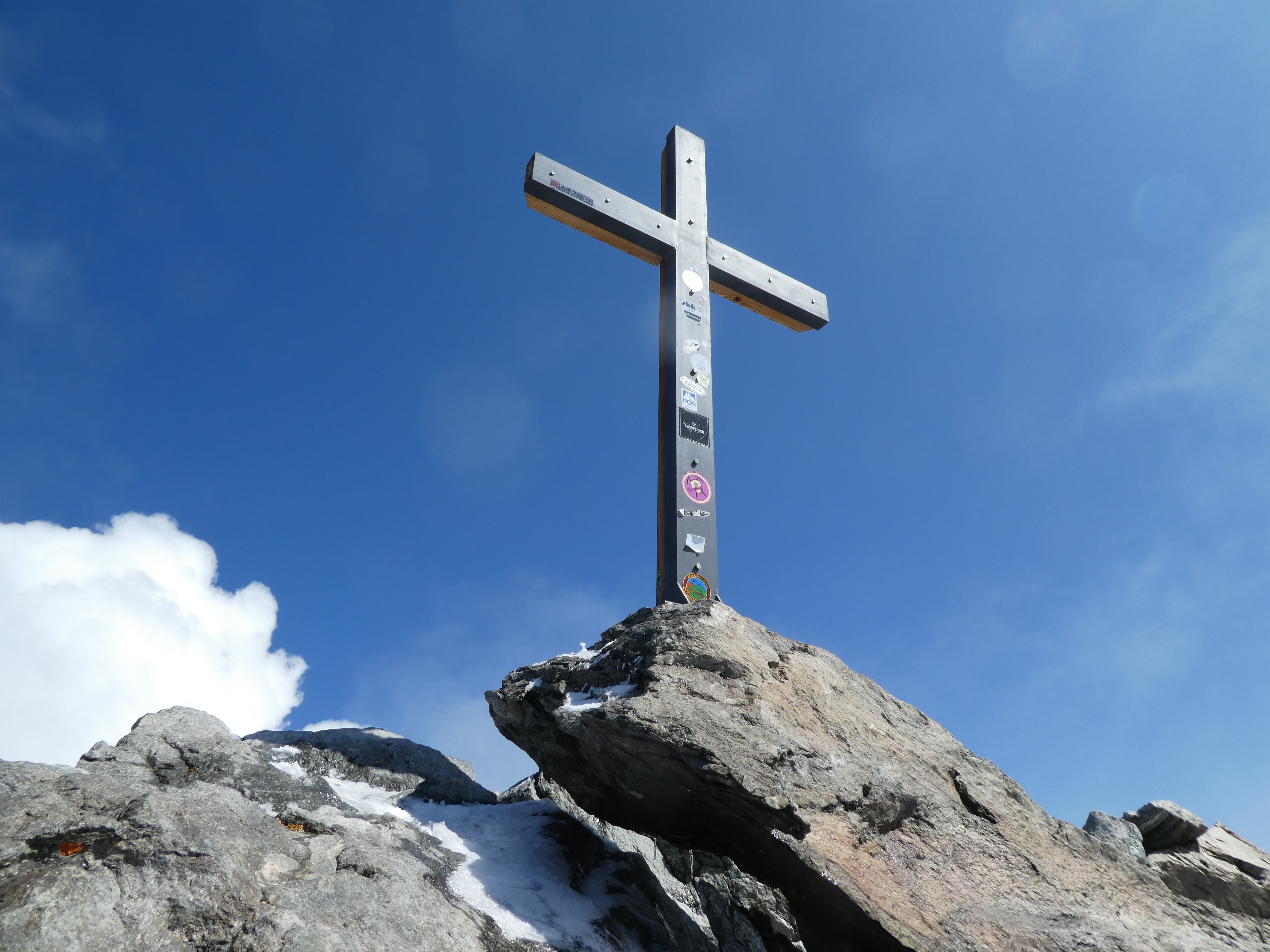
La croce di vetta.

Si trova tra la Saastal e la val Divedro che conduce al passo del Sempione. A sud della montagna si trova la Weissmies mentre a nord il Fletschhorn.
La montagna si presenta come una lunga cresta orientata da nord a sud. A sud il Lagginjoch (3.499 m) la separa dalla Weissmies mentre a nord il Fletschjoch (3.688 m) divide dal Fletschhorn. Verso ovest si prolunga inoltre una notevole cresta.

## La prima scalata
La montagna fu scalata per la prima volta il 26 agosto 1856 da E.L. Ames, Franz Andenmatten e Johann Josef Imseng.

## Rifugi alpini
Per facilitare l'ascesa alla vetta e l'escursionismo di alta montagna ai piedi della montagna sorgono i seguenti rifugi alpini:
- Weissmieshütte - 2.726 m
- Berghaus Hohsaas - 3.100 m
- Laggin Bivouac - 2.425 m

## Salita alla vetta
La via normale di salita alla vetta parte dalla Weissmieshütte e si sviluppa lungo la cresta ovest. Viene classificata PD.
L'ascesa è possibile anche dalla cresta sud partendo dal Lagginjoch. Viene classificata AD-.
Inoltre in data 30 giugno 2013 i fratelli Federico e Nicolò Sanna hanno salito una via molto probabilmente nuova sulla parete est.
Tale via ha uno sviluppo di circa 800 metri, difficoltà fino al IV grado e pendenze fino a 80°; la difficoltà proposta è TD- ed il nome scelto è "Lockness couloir".